# Развој идентитета ЛГБТ+ особа
Развој идентитета ЛГБТ особа је сложен психички процес усклађивања сексуалне оријентације, родног идентитет и родне улоге, једног са другима, током живота ЛГБТ особа. Из природе хомосексуалности произлази и право на хомосексуално понашање. Сва права и уступци које хомосексуалне особе захтевају од данашњег друштва заправо проистичу из њиховог трагања за сопственим идентитетом, и у ширем смислу „борбе“ са хомофобијом, која доминантно простиче пре свега из традиционализама, посебно оних његових елемента везаних за традиционално поимање породице и родних улога, као и виђење основне сврхе брака у продужењу лозе. Зато права опасност у данашњем друштву хомосексуалцима прети, од стварања опште свести индиферентности друштва према њиховим правим животним вредностима, а не од њиховог трагања за сопственим идентитетом.

## Сексуални идентитет
У 21. веку као популарно али и „политички коректно“ прихвата се објашњење да се настанка сексуалног идентитета засниваа на есенцијалистичкој теорији: по којој су људи по рођењу хетеросексуалци или хомосексуалци, односно њихово хомосексуално или хетеросексуално понашање је ствар природе, а не социјализације. Према: Деламатеру и Шибл Хајду и Ешчофиру, каузални ланац, који карактерише овакву интерпретацији сексуалности је овај:
| „ | Неке урођене особине – створене било генетски, било услед пренаталног деловања хормона – производе хомосексуалну или хетеросексуалну жељу, та жеља води хомосексуалном или хетеросексуалном понашању, а то понашање, на крају, ствара трајни хомосексуални или хетеросексуални идентиет. | ” |

Према овим поставкама друштво је у обавези да тај идентитет поштује и да му омогући да се до краја изрази, укључивши и кроз борбу за заштиту колективних права и интереса групације са јасним идентитетом.
Међутим, оваква интерпретација настанка сексуалног идентитета вишеструко је проблематична, јер она апсолутизује само једну групу фактора узрочног деловања, па је као опис реалности једнострана, а као генерализација погрешна. Зато се за настанак саме хомосексуалности, уз наследни (биолошки) чинилац, као важан фактор морају узети у обзир и бројни други етиолошки чиниоци: средински (социјални и психолошки).
Објашњење настанка хомоеротских жеља и понашања, у озбиљној научној литератури, заснива се на мултидимензиoналном развојном моделу који, уз наследност и пренатални развој, укључује и догађаје у детињству (childhood experiences), као и културни миље. Сексуалне жеље, понашања и идентитети нису фиксирани и могу варирати током животног циклуса.
Према томе људска сексуалност се не може сводити само на биолошке факторе („генетичке“), већ су фактори средине и те како важни за уобличавање различитих сексуалних оријентација. А у срединске чиниоце свакако спада и доминантна култура. Наиме, из истополне еротичности, или из повременог или редовног упражњавања неког сексуалног чина, не мора да аутоматски следи никакав посебан, а још мање трајан идентитет, ка што се то у медијима шесто форсира: Поготово не следи припадност друштвеном и политичком покрету центрираном око тог идентитета.
| „ | Модерни „мит о (хомо)сексуалном идентитету“ подразумева, међутим, да једном исказана истополна еротичност нужно води преузимању типичних друштвених улога, односно образаца сексуалног и друштвеног понашања типичних за „ЛГБТ заједницу“. | ” |

## Физиолошко–анатомске основе идентитета
Своје припаднике људско друштво након њиховог рођења дели на категорију дечак или девојчица - у зависности од видиљивих естетских и анатомских карактеристика, на мушко или женско. Не само наши репродуктивни органи, већ и наш мозак, има изразито различите мушке и женске карактеристике. Оне предиспониру да ли ће новорођено дете у будућности испољити несклада између родног идентитета и сексуалног изгледа.
|                        | Женско                                                                | Мушко                                                                 |
| ---------------------- | --------------------------------------------------------------------- | --------------------------------------------------------------------- |
| Приписани пол          | Девојчица                                                             | Дечак                                                                 |
| Полни идентитет        | Ја сам девојчица                                                      | Ја сам дечак                                                          |
| Родна улога            | женска                                                                | мушка                                                                 |
| Сексуална оријентација | - Хетеросексуална: преферира мушкарца - Хомосексуална: преферира жене | - Хетеросексуална: преферира жене - Хомосексуална: преферира мушкарце |

Док физичке (анатомске) разлике дефинишу наше сексуалне, репродуктивне, особине, дотле родни идентитет описује наш унутрашњи осећај да ли смо мушкарци или жене, и нашу родну улогу коју карактерише наше понашање у друштву. Он се разликује од сексуалне оријентације, односно, да ли неку особу сексуално привлаче мушкарци или жене, или особе оба пола или веома ретко, ниједна.
Наш сексуални изглед, родни идентитет и родне улоге се током живота све време нашег телесног и психичког развоја усклађују један са другима, тако да, чим пол бебе постане очигледан на рођењу, претпоставља се да је и њен родни идентитет усклађен.
А да ли је то тако?
Сваки појединац је јединствен: сваки од њих ће доживети варијатете пола различитог облика, и различито ће реаговати на истоветне друштвене околности. Повремено, људи се не идентификују ни као мушкарци или жене, али осећају да имају карактеристике оба пола и живе негде између.
Свака прича ЛГБТ особа је индивидуална и јединствена. Пратећи многе студије али и наводе ових особа субјективна реалност коју доживљавају у нашој култури указује на постојање више фаза једног идентитета у процесу формирања сексуалности. При томе је важно схватити и не заборавити да људи не бирају своју сексуалну оријентацију и интелигенцију.
У највећем броју случајева откриће "Ја сам геј „или“ Ја сам лезбијка, не само да може деловати шокантно на њихове родитеље и средину у којој живе већ и на њих саме. Откриће полне оријентације ни њима није лако јер сазнају да им живот није поплочан, већ трновит пун истраживања, личних искуства и прилагођавања. Зато у свим фазама развоја хомосексуалног идентитета присуство разумевање и прихватања, у непосредној средини у којој живе, може умногоме да помогне и олакша младим ЛГБТ особама у правилном развоју хомосексуалности.
Ми се сви рађамо и одрастамо као хетеросексуалци. Тек након, друге до пете године живота (зависно од аутора истраживања), сва деца улазе у сталнан процес „тражења“ свог полног идентитета и идентификују се са другима. Већина људи одраста у хетеросексуалном друштву које их све време примарно усмерава на хетеросексуално понашање, однос, човек - жена. Хетеросексуалност није само сексуално понашање и идентитет, већ и друштвени и организациони систем, већег дела (око 95%) људске популације.
| „ | Полни избори нису биолошке истине ван културних и друштвених дискурса, тако да нема пола који није културни. Пол/род јесте идентитетска одредница, али друштвено конструисана, тако да су индивидуални перформанси спутани, недовољно препознати и ограничавајући – што потврђују и налази бројних истраживања. | ” |

Стога се чини прихватљивим Гиденсово мишљење: „Ништа није јасније него то да је род ствар учења и сталног рада, а не једноставни продужетак биолошки датих полних разлика“.
Идентитет транссексуалних особа
Транссексуалност је трајни осећај нелагодности и неприпадања полу у којем је особа рођена уз тежњу да се живи и буде прихваћен као особа супротног пола. Оне себе доживљавају и осећају као припаднике или припаднице супротног пола од оног у којем су рођене.
Ако имају ту могућност, велика већина трансексуалних особа у неком тренутку одлучиће да хируршки променити свој полни изглед. Без обзира на то хоће ли или не променити пол, транссексуалне особе имају право јавно да се идентификују водећи се сопственим осећајем припадности одређеном полу.
Транссексуалци у већини земаља могу, након поступка прописаних Правилником о начину прикупљања медицинске документације о промени пола, променити пол и име у личним документима. Епидемиолошки подаци говоре како се трансексуалност јавља код најмање једног од 30 000 мушкараца и код једне од 150 000 жена.

## Негативна искуства
Право, што знамо да тежимо у нашем друштву је хетеросексуална љубав, хетеросексуална породица и хетеросексуални однос. Чак и неко ко је хомосексуалац пронађе одређену фазу живота, он или она у којој их привлачи своја врста, повезана са хетеросексуалним идентитетом и интернализовању овог модела њихових будућих слика о свом идентитету: „Кад порастем бићу као моји родитељи.“
Ми живимо у хомофобичном друштву која емитује отворене и прикривене негативне поруке о хомосексуалности и зато у младости чак и већина ЛГБТ особа - наког неког времена схвате да су и сами хомосексуалци.... или лезбијка - и усвајају и испољавају јака осећања одбијања хомосексуалности, због страха од ње и мржње према њој. Оваква стварност пружа полазну основу у проблематичном, тешком и сложеном процесу позитивног формирања хомосексуалног идентитета.
... То је дуг процес који је трајао годинама и укључивао губитке, страхове, конфузију и страх од одбацивања. Овај процес такође прати...велика усамљеност, а понекад са њом чак и самомржња, да би тек касније настала фазе самоприхватања која почиње у комбинацији са делимичним упознавањем и контактом са пријатељима и људима од значаја за њих...
Негативна искуства на Балкану
На основу досадашњих искустава из модернистичко-индивидуалистичких образаца родних односа, улога и идентитета, који значе, између осталог, уважавање индивидуалности и другости, комплементарних радних и породичних улога, висок степен професионалних амбиција, прихватање вредности једнакости – још увек на балканском простору су у другом плану.

### Хомосексуални идентитет и религија
У већини култура и друштава у свету религија је, ако не главна, онда свакако једна од најјачих снага које успостављају и контролишу ставове према сексу и регулишу сексуално понашање. Како тај „божански ауторитет“ има контролу над судбинама појединаца на овом свету, па их затим награђује, односно кажњава, према заслузи на неком другом свету, она им и објашњава шта је то што је према Богу дозвољено или не;
„Даје упутства за сексуално понашање у којима се наводи ко се сме упуштати у сексуално сједињење, под којим условима, када, како и у коју сврху. Ове упутства за сексуално понашање се тумаче од стране мушких свештеника, рабина, имама, шамана, као и од других појединаца који тврде да се налазе у непосредном контакту са божанским, или да су одређени од стране Бога као његови представници и тумачи. Пол ових тумача сексуалног понашања по Богу није случајно наведен, јер не постоји баш толико религија у којима жене (или они који су пенетрирани, односно они у које је нешто угурано током телесног споја двоје људи) врше ту функцију тумача ... Оваква тумачење којим се уместо прихватања хетеросексуалности као облика сексуалног односа између партнера, а не модел којим се штити све што постоји, можда чини да хомосексуалност, хетеросексуалност и бисексуалност, као феномени, заправо ни не постоје“
Узевши у обзир непобитну чињеницу да је организована религија, произашла из једног оваквог система веровања током минулих векова, нанела доста штете развоју медицинске мисли у средњем веку, она и данас посредно, односно непосредно, на овај или онај начин, не прихватајући званични став медицине, наноси толико бола управо појединцима - верницима, корисницима њених тумачења. Тиме је створила, радије него објаснила, многе недоречености, па често хомосексуалце у трагању за сопственим идентитетом приморава да се запитају да ли је квалитет тумачења Божјег слова, када је у питању хомосексуалност, исправна, јер се њено тумачење коси са тумачењем науке.

## Принцип кохерентности
Посебан проблем код једног броја хомосексуалаца је принцип кохерентности - који представља покушаје појединаца да се помири са сукобљеним идентитетом. Веома често хомосексуалци западају у сукоб две потребе сукобљених захтева када настју следећи типови комфликта;
- Кохфликт две потребе, а обе су пожељне, од чега је једна полна а друга из свакодневног живота (нпр вера, породица, дружење са хетеросексуалним особама итд). Оба циља су за хомосексуалца атрактивна али је један привлачнији и он мора да се одлучи за онај који му доноси „већу добит“, када не може да оствари оба истовремено.
- Конфликт две потребе пожељне и непожељне, од чега је једна полна а друга чини њену нераздвојиву целину. На пример хомосексуалцу се допада истополна особа, али његова (њена) мајка не прихвата истополну везу. Како остварити истополну везу а заобићи „таста (свекрву)“?
- Конфликт два зла, када хомосексуалац мора да бира између два зла оно мање. На пример када хомосексуалац мора да бира између свог истополног живота и посла у војсци, цркви или посла у некој фирми која не запошљава хомосексуалце - тада неће имати средстава за истополни живот и виталну егзистенцију.

Ако било која од горенаведених сукобљених потреба компромитован, а то је веома чест случај код хомосексуалаца због јаке стигматизације, хомофобије и негативних друштвених, верских па и породичних стигми, појединци ће морати да прилагоде свој идентитет. На пример, апсорбују додатне информације у постојећи идентитет, прилагоде се том идентитету, и поново вреднују свој идентитет, али нажолост то свима и неуспева.
Овај принцип у контексту два контрадикторна идентитета код хомосексуалаца најбоље су приказали у својим истраживањима Jaspal R, Cinnirella M на примеру: муслиманске вероисповести и хомосексуалне опредељености. Многи људи могу у својој свести да нађу компромис одреде и очувају свој идентитет, и определе се за муслиманску веру или хомосексуалну перспективу, али не и за обе, без посебног усаглашавања. Ипак, имајући у виду да ислам често има јак утицај и упориште ка верском опредељењу, у појединих муслимана, ово усаглашавање је често тешко и неодрживо.
Из перспективе теорије идентитета Jaspal R, Cinnirella M (2010) су утврдили како хомосексуални муслимани регулишу своје конфликте идентитета и при томе открили три кључне стратегије;
- Прво, након што би појединац дуго размишљао да ли је његова хомосексуалност нешто неморално, он би понекад изрекао, ...да Алаха има, он ме је овако створио или захтевао, то није моја грешка. Бог је одлучио да сам геј, зар не?. Оваква размишљања смањују конфликт између његовог сексуалног и верског идентитета. Приписујући одговорност Алаху, муслиман умањује своју ефикасност, али би требало тиме да повећа самопоуздање, јер не виде себе као грешника. Слично томе, неки појединци се понекад позивају на тумачења Курана од стране људи. Наводећи да је Куран тако схваћен од стране хетеросексуалних људи.
- Друго, неки геј хомосексуалци умањују свој хомосексуални идентитет, и своје понашање сматрајући то нечим пролазним. За њих је хомосексуалност нешто неморално. Међутим, верују да то Сатана искушава муслимане, тако делимично приписујује своје понашање екстерним изворима. Они поштујући Куран, сматрају да преко њега могу да очувају континуитет са својом прошлошћу. Ти појединци се надају да могу да се одупру хомосексуалним искушењима у будућности.
- Треће, неки појединци приписује своју хомосексуалност, барем делимично, својој социјализације у Британији. Један део испитаника је признао да су они рођени геј хомосексуалци, и да сматрају да морају да превазиђу своју хомосексуалност желећи да живе у Британији.

| Хомосексуалци морају у борби за своје нагоне да остваре хармоничан и одржив живот, са нимало гостољубивом средином, и реализују и један од кључних принципа појединца а то је психолошка кохерентност: тј треба да усагласе свој конфликт идентитета. |

## Одлуке о будућности
За неке ЛГБТ особе, нелагодности произилазе из несклада између њиховог изглед и начин на који они осећају да могу да постану екстремни кроз детињство, адолесценцију до одраслог доба. У адолесценцији, стрес изазван стигматизацијом и хомофобијом средине, отежава почетак пубертета, када се тело развија, јер се противи свом урођеном родном идентитету.
У Холандији, САД, Аустралији и неким другим развијенијим земаљама, младим људи могу да имају медицинску подршку како би суспендовали пубертет, што им омогућава више времена да се потврде да ли желе да живе као мушкарци или као жене у њиховом животу када постану одрасле особе.
Међутим, у том сукобу ЛГБТ особе могу да доживе полну дисфорију због које често живе много година у родном идентитету који друштво очекује од њих све док, коначно, њихова невоља не постане неподношљива и они тада пролазе кроз фазу транзиције ка сталном животу у складу са полном улогом која је удобнија за њих. Након што успоставе осећај своје целовитости, ЛГБТ особе су онда боље „оспособљене“ да себи и друштву, пруже пун допринос у свим сферама живота. Зато многи од оних који живе све време у новом родној улози желе да себе сматрају обичним мушкарцима и женама.
У потрази за психолошким факторима стабилности ЛГБТ особа често стварају све већу повезаност стратегије личног ангажовања кроз разблажење стресогених утицаја. Зато појединци избегавају самокатегоризацију као 'геј' него конципирају и подешавају и прилагођавају своју хомосексуалност пре свега другојачијим понашањем. Иако ово изгледа као заштита психолошке кохерентности њиховог идентитета, ипак она доводи до дисонанце између сексуалног понашања и друштвеног и верског идентитета. Зато се јавља тенденција међу појединим ЛГБ особама да оне сагледавају и да концептуализују своје сексуалне понашање као „грешку природе“ чије је порекло „ипак“ вантелесно